# Tidiam Gomis
Tidiam Diadie Stephan Gomis (Meulan-en-Yvelines, 8 augustus 2006) is een Frans voetballer die bij voorkeur als aanvaller speelt. Hij tekende in januari 2025 voor RB Leipzig.

## Clubcarrière
Op 13 september 2022 tekende Gomis zijn eerste profcontract bij SM Caen. Op 12 augustus 2023 debuteerde hij in de Ligue 2 tegen Pau. Op 3 februari 2025 tekende hij een contract tot 2029 bij RB Leipzig. Gomis debuteerde op 8 maart 2025 in de Bundesliga tegen SC Freiburg.